# Црнчичи
Црнчичи (серб. Црнчићи / Crnčići) — село в общине Вишеград Республики Сербской Боснии и Герцеговины. Население составляет 25 человек по переписи 2013 года.